# 점이층리

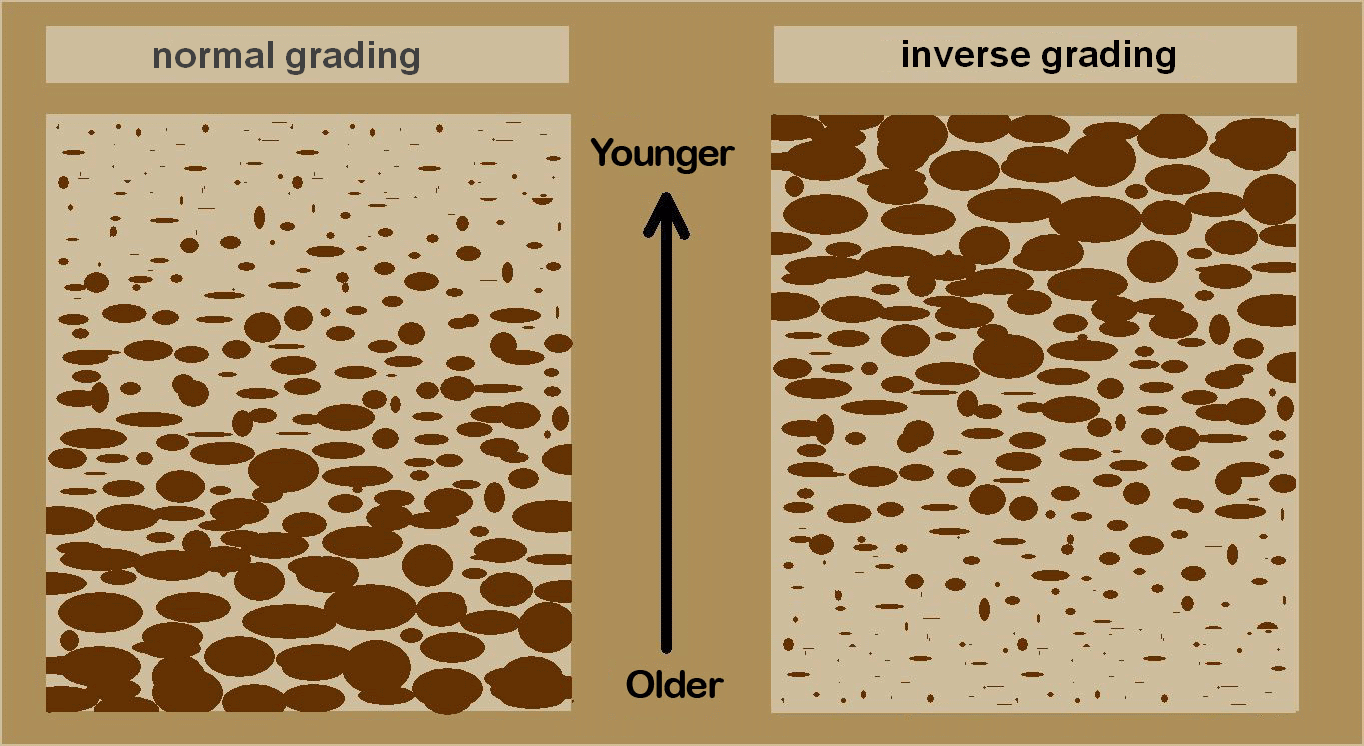
정점이층리(왼쪽)와 역점이층리(오른쪽)를 비교한 그림.

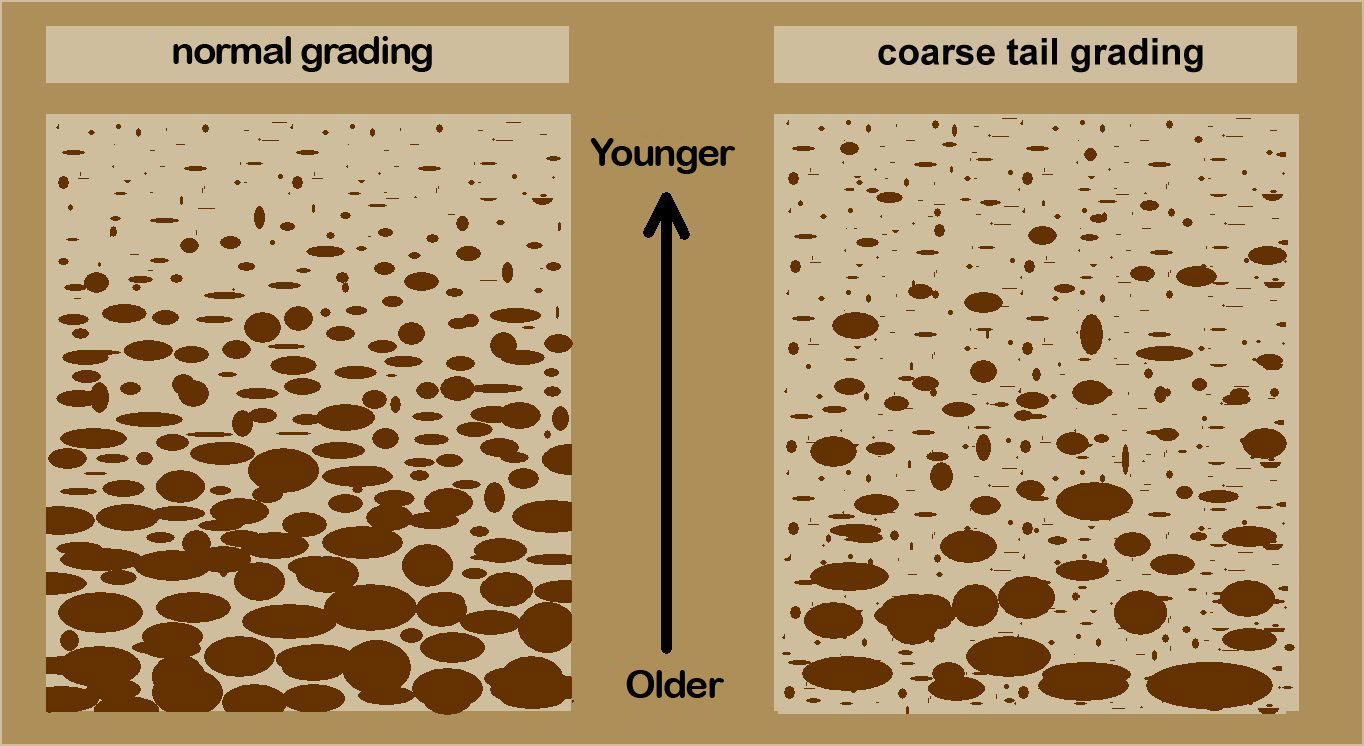
정점이층리(왼쪽)와 조립점이층리(오른쪽)을 비교한 그림.

점이층리(漸移層理, graded bedding)는 층리면의 한 쪽에서 반대쪽까지 퇴적 입자의 크기가 일정하게 변화하는 것으로, 대부분 입자가 큰 퇴적물이 밑에 위치하고 위로 올라갈수록 입자의 크기가 작아지는 정점이층리(normal grading)로, 상향세립화 양상을 띈다. 점이층리는 일반적으로 층리가 형성된 퇴적 환경이 시간이 흐를수록 운동 에너지(흐름의 속도)가 줄어드는 환경이었음을 나타내며, 강에서 제일 흔하게 나타나지만, 저탁암이 형성되는 경우에는 급격한 흐름으로 빠르게 형성되기도 한다.
역점이층리(reverse grading 또는 inverse grading)는 위로 올라갈수록 입자의 크기가 커지는 상향조립화 양상을 띄며, 보통 토석류가 흐르며 퇴적층을 형성할 때 나타나는데, 운동체가 일어날 때 만들어지는 것으로 보고 있다. 역점이층리는 풍식에서도 나타난다. 점이층리는 브라질 땅콩 효과의 대표적인 예시이다.

## 모습
점이층리는 쇄설 입자가 석화면에 평행하게 크기별로 정렬되는 현상으로, 용어 자체에 지질 단면의 형성 과정이 내포되어 있다. 물리적인 관점에서 점이 층리는 서로 크기가 다른 퇴적물 여러 종류가 쌓일 때 만들어지는데, 좁은 환경에서 물질이 아래로 떨어질 경우 물질의 밀도별 무게 차이로 인해 물질이 크기별로 분리되는데, 공극률이 높은 퇴적물은 위로, 낮은 퇴적물은 아래로 모여, 퇴적 측면에 층리가 형성된다. 퇴적물이 분리되는 정도는 매질의 점도에 대한 고체 퇴적물의 침전 정도에 따라 결정된다. 점이층리를 최초로 식별한 사람은 1669년 니콜라스 스테노로, 층리 속에 화석이 보존되는 현상을 연구하던 중 점이층리를 설명하는 가설을 제시하였다.

## 형성
퇴적물이 층을 이루기 위해 가장 중요한 것은 주기성으로, 침전 정도가 다른 물질이 한 번에 쌓이는 사건이 계속 일어나야 한다. 층이 형성되는 데 정해진 시간은 없으며, 이 때문에 형성된 층의 크기는 수 미터에 달하기도 한다.

### 형성 조건
일반적인 층리가 형성되기 위한 과정은 다음이 있다.
- 풍화: 퇴적물이 형성되기 위해서는 고체 물질이 물리적 또는 화학적으로 분해되어야 한다.
- 침식: 풍화와 비슷한 원리로 물질이 분해되어 이동한다.
- 침전: 물리적 또는 화학적인 침강으로 퇴적물이 수평면에 평행하게 내려앉아야 한다.

층리가 형성될 때 다짐 작용, 교결 작용, 고화 작용이 일어나면 층리가 유지되는 데 도움이 된다.

## 기원

### 퇴적 작용
풍식이나 유체 속에서의 퇴적이 일어날 때, 시간이 흐르며 운동 에너지가 감소할 경우, 퇴적물은 입자의 크기에 따라 일정하게 정렬된다. 물이나 공기의 흐름이 느려지면, 탁도가 낮아지고, 쇄설물에 포함된 부유사 또한 퇴적된다. 유체의 흐름이 빠르게 일어날 때에는 입자가 정렬되기 힘들어, 점이층리가 나타나지 않는다. 아래쪽으로 기울어진 넓은 수로에서는 물이 천천히 흐르며 퇴적물을 대량으로 운반하여, 점이층리가 넓게 형성된다.

### 생쇄설 작용
생쇄설은 보통 생화학적 각암 등 규질 생물이 속성 작용을 받아 생긴 물질에서 형성되며, 늪에서 썩는 식물이 침전되는 경우에도 점이층리가 만들어지기도 한다. 이러한 경우에는 수천 년 후에 이탄이나 석탄이 만들어진다. 또한 이패류, 새우, 해면동물 등 해양 생물은 먹이를 찾는 과정에서 해저의 퇴적물을 섞기 때문에, 이 과정에서도 점이층리가 만들어지기도 한다. 유기물로 구성된 점이층리는 수백만 년에 걸쳐 압력을 받으면 셰일이나 오일 셰일로 변한다.

## 같이 보기
- 층리